# Pandemia de COVID-19 en Austria
La pandemia de COVID-19 en Austria puede no incluir todas las respuestas y medidas más recientes. El Ministro de Asuntos Sociales, Salud, Atención y Protección del Consumidor, Rudolf Anschober ha estado a cargo de la respuesta, y se muestra optimista sobre la prevención de la propagación del virus.
Hasta el 21 de febrero de 2022, se contabiliza la cifra de 2,494,535 casos confirmados 14,594 fallecidos y 2,198,462 pacientes recuperados del virus.

## Cronología
El 25 de febrero de 2020, Austria confirmó los dos primeros casos de COVID-19, un hombre de 24 años y una mujer de 24 años de Lombardía, Italia, dieron positivo y fueron atendidos en un hospital en Innsbruck, Tirol.
El 27 de febrero, un hombre de Viena de 72 años había estado en el hospital Krankenanstalt Rudolfstiftung durante 10 días con síntomas de gripe antes de dar positivo por SARS-CoV-2. Luego fue trasladado al Hospital Kaiser-Franz-Josef. Una pareja que dio positivo y sus dos hijos que mostraban síntomas fueron ingresados en el Hospital Kaiser-Franz-Josef. La familia había estado de vacaciones anteriormente en Lombardía, Italia. El 28 de febrero, uno de los niños, un niño de 15 años, dio positivo. Debido a la enfermedad, se tomaron precauciones en su escuela secundaria ya que 4 maestros y 23 estudiantes nacidos entre 2003 y 2005 fueron enviados a casa para su aislamiento.
El 10 de marzo de 2020, el gobierno anunció que todas las universidades cerrarán sus clases a más tardar el 16 de marzo. Se cancelan todos los eventos al aire libre con más de 500 personas y todos los eventos bajo techo con más de 100 personas. Se ordena a todos los niños mayores de 14 años que se queden en casa, a partir del 15 de marzo, y los niños más pequeños a partir del 17 de marzo. Esto se aplicará hasta el 4 de abril. Se establecen restricciones de viaje para las personas que vienen de Italia. El gobierno solicitó al público en general que evite los contactos sociales y anunció restricciones aún más pronto.
El 12 de marzo de 2020, Austria confirmó la primera muerte de COVID-19, un hombre de Viena de 69 años murió en el Hospital Kaiser-Franz-Josef de Viena.
El 15 de marzo, también se anunció una prohibición para las reuniones públicas de más de cinco personas, y se ordenó el cierre de los restaurantes a partir del 17 de marzo. Además, Günther Platter, el gobernador del Tirol, anunció un cierre de una semana para toda la provincia. Los residentes de Tirol debían permanecer en sus hogares, excepto por razones necesarias, como comprar alimentos o medicamentos, visitar al médico, retirar dinero en efectivo o pasear a un perro.
Un vídeo de manifestantes climáticos en Viena fue falsamente atribuido a supuestos fallecidos por COVID-19 moviéndose.

## Estadísticas

### Casos por estados federados
| Burgenland   | 124 952   | 562    | 42 582,8 |
| Carintia     | 254 656   | 1631   | 45 398,2 |
| Baja Austria | 854 234   | 3677   | 50 921,8 |
| Salzburgo    | 306 460   | 1145   | 55 196   |
| Estiria      | 567 383   | 3400   | 45 644,3 |
| Tirol        | 370 334   | 940    | 49 070   |
| Alta Austria | 792 680   | 2853   | 53 483,8 |
| Viena        | 973 529   | 4041   | 51 306,1 |
| Vorarlberg   | 213 342   | 549    | 54 106,9 |
| Austria      | 4 457 570 | 18 798 | 50 318,1 |

## Respuesta de la Unión Europea
A partir de finales del primer trimestre de 2020, varios de los Estados miembros de la Unión se confrontaron a la crisis sanitaria de la pandemia de COVID-19. El impacto mediático generado por la situación, precipitó a los gobiernos nacionales y a las instituciones europeas a una situación sin precedentes, que en marzo, llevó a que los Estados miembros aceptaran la recomendación emitida por la Comisión Von der Leyen sobre lo que deberían hacer para restringir la entrada en el territorio a los residentes extracomunitarios. Casi al mismo tiempo, la Comisión lanzó su primera reserva de material médico con el fin de repartirlo a los Estados de la Unión más afectados por la pandemia.
En abril se sucedieron numerosas acciones políticas en respuesta a la crisis. En primer lugar reaccionó el Banco Central Europeo (BCE) con un programa de compra de títulos para evitar el colapso de los mercados de deuda, lo que contribuyó a estabilizar la situación financiera. Entonces, tras ser aprobada por primera vez la denominada “cláusula general de salvaguarda” prevista para escenarios de graves crisis generalizadas que afecten a la eurozona, la Comisión pudo levantar los límites que fijaba el pacto de estabilidad y crecimiento. De esta forma se autorizó a los gobiernos nacionales a inyectar en la economía tanto dinero «como fuese necesario». A dicha flexibilización se añadieron también los cambios en la autorización de ayudas públicas, ya que la normativa permitió otorgar hasta 800.000 euros por compañía en forma de subvención directa o ventajas fiscales. De manera complementaria, el Eurogrupo logró un acuerdo la segunda semana de abril que estableció los detalles de la primera red de seguridad comunitaria contra los efectos de la pandemia.
Pero el anuncio más destacado llegó el 18 de mayo de 2020, cuando en una rueda de prensa Merkel y Macron presentaron un plan para la UE en el marco de la crisis de la pandemia. Este impulso se integró con varias acciones institucionales de las semanas anteriores, y sirvió de base al plan recuperación económica (Next Generation EU) presentado por Von der Leyen la semana siguiente. Empero, el anuncio conjunto de Merkel y Macron fue impulsado por un fallo del Tribunal Constitucional de Alemania, que días antes había puesto en duda la independencia del Banco Central Europeo (BCE) para mantener a flote las economías de los miembros más vulnerables de la organización, así como la gobernabilidad de la UE. Hasta entonces, Merkel —quien ocho años antes, en el punto más álgido de la crisis del euro, aseguró que no habría eurobonos «mientras yo viva»— se había opuesto a la propuesta de Macron para crear un fondo que obligaría a los 27 a aumentar la deuda de forma conjunta.
En diciembre de 2020, la vacuna Tozinameran contra la COVID-19 logró la autorización de comercialización en la UE. BioNTech (Societas europaea), el laboratorio al origen de dicho producto, había recibido más de 9 millones de euros de financiación de la UE para la investigación durante la década precedente. Además, en junio fue beneficiario de un préstamo de 100 millones de euros del Banco Europeo de Inversiones (BEI), respaldado por la UE. Esto ayudó al laboratorio alemán a ampliar sus capacidades de fabricación y a suministrar la vacuna a nivel mundial.
En el plano internacional, durante el mes de mayo la Comisión lanzó la "Respuesta mundial al coronavirus", una acción que perseguía el «acceso universal a vacunas, tratamientos y tests de coronavirus asequibles». En la primera jornada del evento quedó cubierto el objetivo monetario de 7400 millones de euros, más de un tercio de los cuales procedían de la UE y sus Estados miembros. Este “maratón mundial de donantes”, dio paso al lanzamiento de una campaña denominada Global Goal: Unite for our Future que culminó el 27 de junio con una cumbre mundial de donantes, presidida por Von der Leyen, que recaudo 6.150 millones de euros.